# Max Dehn
Pour les articles homonymes, voir Dehn.
Max Dehn (13 novembre 1878 – 27 juin 1952) est un mathématicien allemand.

## Biographie et travaux
Il a étudié les fondements de la géométrie avec Hilbert à Göttingen en 1899, et obtenu une preuve du théorème de Jordan pour les polygones. En 1900, il a soutenu sa thèse sur le rôle du théorème de Legendre sur la somme des angles (en) dans la géométrie axiomatique. En 1900, il a aussi résolu le troisième problème de Hilbert. Il était en poste de 1900 à 1911 à l'université de Münster.
Ses intérêts se tournent ensuite vers la topologie et la théorie combinatoire des groupes. En 1907, il écrit avec Poul Heegaard le premier livre sur les fondations de la topologie combinatoire, alors connue sous le nom de analysis situs. En 1907 encore, il décrit la construction d'une nouvelle sphère d'homologie. En 1908, il pense avoir démontré la conjecture de Poincaré, mais Tietze trouve une erreur.
En 1910, Dehn publie un article sur la topologie en dimension trois dans lequel il introduit la chirurgie de Dehn (en) et l'utilise pour construire des sphères d'homologie. Il énonce aussi le lemme de Dehn, mais une erreur est trouvée dans la preuve par Hellmuth Kneser en 1929. Ce lemme sera démontré en 1957 par Christos Papakyriakopoulos.
Dehn introduit en 1911 le problème du mot pour les groupes. En 1912, il invente l'algorithme de Dehn (en) et l'utilise dans son travail sur le problème du mot et le problème de conjugaison dans les groupes. En 1914, il démontre que les nœuds de trèfle gauche et droit ne sont pas équivalents. Au début des années 1920, Dehn introduit le résultat aujourd'hui connu comme le théorème de Dehn-Nielsen (en). Sa preuve sera publiée en 1927 par Jakob Nielsen.
En 1922, Dehn succède à Ludwig Bieberbach à Francfort où il reste jusqu'à sa retraite forcée en 1935. Il reste en Allemagne jusqu'en janvier 1939, où il part pour Copenhague et de là vers Trondheim en Norvège où il prend un poste à l'université technique. En octobre 1940, il quitte la Norvège pour les États-Unis en passant par la Sibérie et le Japon.
Aux États-Unis, Dehn obtient un poste à l'université d'État de l'Idaho. En 1942, il accepte un poste à l'Institut de technologie de l'Illinois et en 1943 au St. John's College d'Annapolis. En 1945 enfin, il travaille au Black Mountain College où il était le seul mathématicien. Il y meurt en 1952.